# Macquarie (Bank)
Die Macquarie Group Limited ist ein weltweit tätiges Investmentbanking- und Wertpapierhandelsunternehmen mit Sitz in der australischen Stadt Sydney. Die Macquarie Group ist hauptsächlich als Finanzdienstleister für Großunternehmen und institutionelle Investoren in den Bereichen Investment Banking, Trading und Asset Management tätig und ist insbesondere auf die Bereiche Infrastruktur, Energie und Rohstoffe spezialisiert. Zu Macquaries Kunden zählen Großunternehmen, Staaten und Länder sowie private Vermögensmillionäre. Mit dem „Macquarie Infrastructure and Real Assets“ Fonds (MIRA) zählt die Gruppe zu den größten Infrastrukturinvestoren der Welt. Macquarie ist seit 1996 an der Australischen Wertpapierbörse ASX notiert. Stand Ende 2022 beschäftigt das Unternehmen rund 19.200 Mitarbeiter und verfügt über Niederlassungen in 34 Ländern. Außerhalb Australiens sind die Schwerpunkte Europa, der Mittlere Osten und Afrika.

## Organisationsstruktur

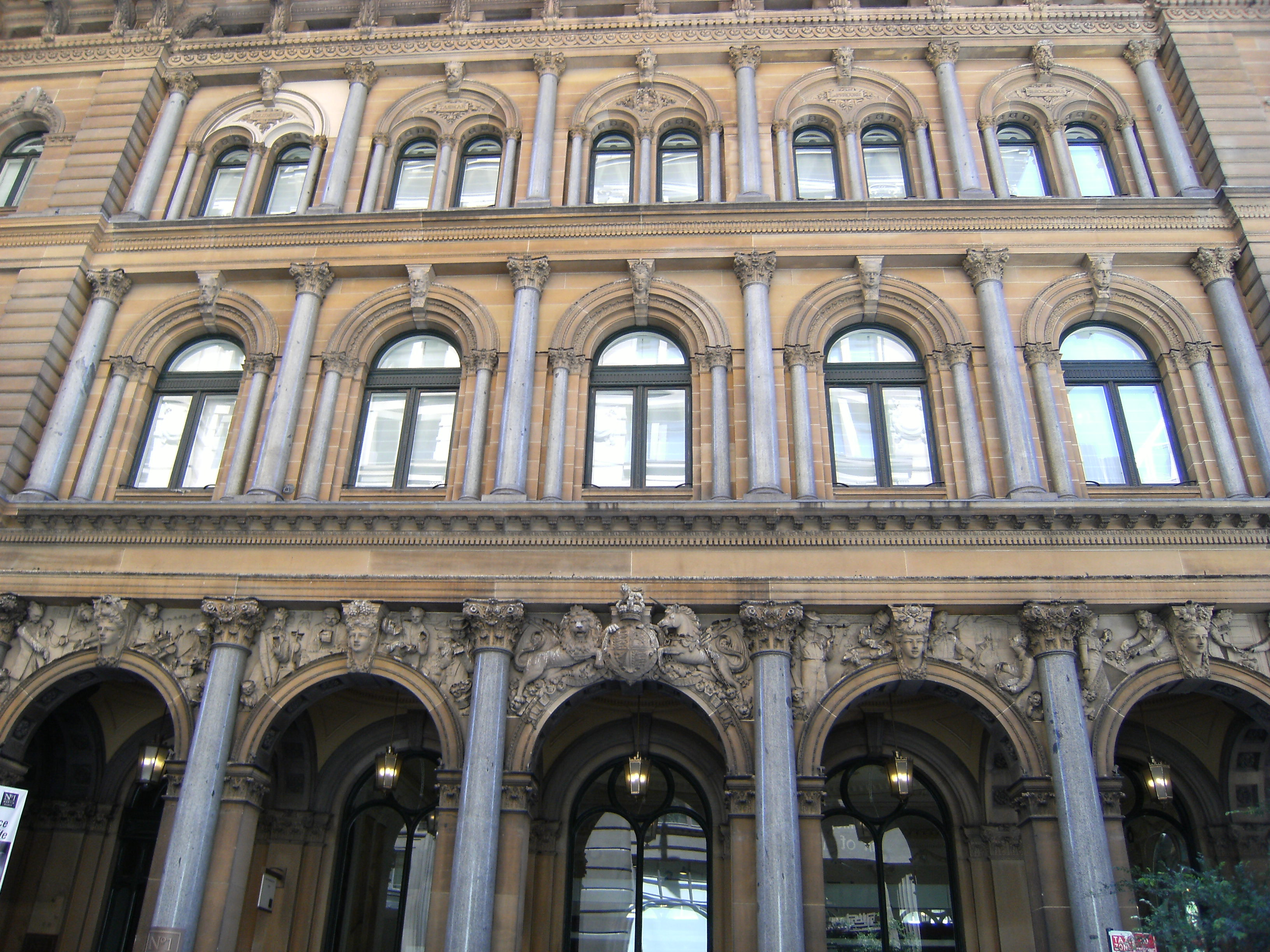
Martin Place Macquarie Bank, Sydney

Die operativen Aktivitäten des Unternehmens sind in vier Bereiche gegliedert:
- Macquarie Asset Management (MAM) Der Bereich verwaltet das Vermögen von privaten und institutionellen Investoren. Mit einem Volumen von knapp 800 Mrd. AUD zählt sich Macquarie zu den 50 größten Vermögensverwaltern der Welt.
- Banking and Financial Services (BFS) Diese Sparte betreibt das klassische Bankgeschäft mit rund 1,7 Mio. Kunden in Australien.
- Commodities and Global Markets (CGM) Dieser Bereich ist weltweit aktiv und bietet Finanzierungen, Risiko Management und Logistik an. Schwerpunkte sind Projekte in den Bereichen Infrastruktur und Energieversorgung.
- Macquarie Capital (MacCap) Dies Sparte berät Unternehmen bei Finanztransaktionen und Börsengängen.

Daneben gibt es Stabsabteilungen z. B. für Risiko Management und für Recht und Governance.

## Geschichte
Meilensteine in der Entwicklung der Bank seit 1969:
- 1969: Macquarie Bank wird als Nachfolgeorganisation der „Hill Samuel Australia Limited“, einer Tochtergesellschaft der britischen Handelsbank „Hill Samuel & Co Limited“ gegründet.
- 1985: Erhalt eine australische Banklizenz als „Macquarie Bank Limited“
- 1988: Erwerb von „Chemical Australia“
- 1989: Eröffnung von Büros in London und München.
- 1990: Erwerb von „Boston Australia“
- 1992: Erwerb von „Security Pacific“
- 1994: Eröffnung einer Niederlassung in New York City
- 1995: Niederlassung in Hongkong eröffnet
- 1996: Macquarie Bank Ltd. wird an der Australian Securities Exchange gelistet
- 1999: Erwerb der australischen Teile von Bankers Trust (Australien, Vereinigte Staaten, Brasilien)
- 2004: Übernahme des asiatischen Cash-Equities-Geschäfts der niederländischen ING Group (Asien, Europa, USA)
- 2005: Erwerb von „Cook Inlet Energy Supply“ (USA)
- 2006: Erwerb von „Corona Energy“ (UK)
- 2007: Gründung der Macquarie Group Limited als nicht operierende Holdinggesellschaft, Übernahme der „Giuliani Capital Advisors LLC“ (USA), Erwerb der „Orion Financial“ (Kanada)
- 2008: Gründung einer britischen Bank, der „Macquarie Bank International“, Übernahme von „CIT Systems Leasing“ (USA)
- 2009: Übernahme des Erdgashandels von „Constellation Energy“ (Nordamerika)
- 2010: Übernahme der „Tristone Global Capital“ (Amerika und Europa), Erwerb von „Delaware Investments“ (USA) und Fox Pitt-Kelton „Cochran Caronia Waller“ (Nordamerika und Europa)
- 2012: Erwerb von „Onstream (UK)“
- 2013: erhält die Banklizenz für Hongkong
- 2015: Erwerb des Flugzeug-Operating-Leasing-Portfolio von „AWAS Aviation Capital“
- 2016: Abschluss einer Vereinbarung zur Übernahme des Esanda-Händlerfinanzierungsportfolios von der Australia and New Zealand Banking Group
- 2017: Ein Macquarie-geführtes Konsortium erwirbt die britische „Green Investment Bank“, Erwerb des Öl sowie nordamerikanischen Energie und Gas Geschäft von Cargill.
- 2018: Vertrag mit der Regierung von New South Wales zur Lieferung des Martin Metro Place Bahnhofs in Sydney.
- 2020: Spende in Höhe von 20 Mio. AUT zur Bekämpfung der Covid-19-Pandemie und seinen Folgen.
- 2021: Erwerb von „Waddell & Reed Financial, Inc“ in den USA.
- 2021: Erwerb einer Mehrheitsbeteiligung an den Autostrade per l’Italia
- 2022: Erwerb des weltweiten Equity und Fixed Income Geschäfts von AMP Capital.

## Macquarie in Deutschland
Seit 1989 hat Macquarie eine eigene Niederlassung in Deutschland mit Büros in Frankfurt, München und Berlin. Es werden über 160 Mitarbeiter beschäftigt. Die geschäftlichen Aktivitäten bestehen aus der Beratung im Zusammenhang mit Mergers & Acquisitions, der Durchführung von Projektfinanzierung auch als Konsortialführer und der Gestaltung von Kreditfinanzierungen.
Die Finanzierung von Infrastrukturprojekten oder ähnlichen Großprojekten ist ein wesentlicher Schwerpunkt der Geschäftstätigkeit. Bisher hat die Bank seit 2006 in Summe 15 Mrd. € für Infrastrukturprojekt finanziert bzw. deren Finanzierung arrangiert. Beispiele sind die Finanzierung des Warnowtunnels in Rostock, die Übernahme der zuvor zu E.ON gehörenden Open Grid Europe, Deutschlands größtem Ferngasnetzbetreibers, die Finanzierung von OffShore-Windparks u. a. den Offshore-Windpark Baltic 2, der Erwerb des Energiedienstleisters Techem oder der Erwerb von Currenta, einem Dienstleister für die Infrastruktur von Chemieparks. Häufig werden die Engagements nach kurzer Zeit weiterverkauft oder sie werden in Fonds eingebracht und die Fundanteile dem Markt angeboten.
Darüber hinaus engagiert sich die Bank in der Finanzierung von Immobilien und in Venture Capital Engagements.
Gegen die Bank laufen Ermittlungen der Staatsanwaltschaft Köln im Zusammenhang mit Cum-Ex-Transaktionen. Außerdem läuft ein Ordnungswidrigkeitenverfahren, um die Gewinne aus den Transaktionen abzuschöpfen. Ebenfalls wird gegen Mitarbeiter der Bank ermittelt. Anleger, die Cum-Ex-Geschäfte über die Bank abgewickelt haben, haben Klage eingereicht und fordern Schadensersatz in Höhe von 30 Mio. €.